# Kłobuczyn
Kłobuczyn (pol. hist. Kłobucko) – wieś w Polsce położona w województwie dolnośląskim, w powiecie polkowickim, w gminie Gaworzyce. 

## Podział administracyjny
W latach 1954–1958 wieś należała i była siedzibą władz gromady Kłobuczyn, po jej zniesieniu w gromadzie Gaworzyce. W latach 1975–1998 miejscowość administracyjnie należała do województwa legnickiego.

## Nazwa
Śląski pisarz Konstanty Damrot w swojej pracy o śląskim nazewnictwie z 1896 roku wydanej w Bytomiu wymienia dwie polskie nazwy wsi - "Kłobucko" oraz Kłopczyn, a także zgermanizowaną nazwę  "Klopschen". Wieś wzmiankowana po raz pierwszy w 1223 roku w zlatynizowanej, staropolskiej formie "Clobusco" w łacińskim dokumencie z 1223 r. jako część uposażenia kościoła w Bytomiu Odrzańskim przekazywana przez rycerzy z rodu Pogorzelów klasztorowi kanoników regularnych w Nowogrodzie Bobrzańskim. Wcześniejsza data, 1222 rok, pochodzi z falsyfikatu przygotowanego w XV w., w którym Jarosław rzekomo obejmował patronat nad kościołem w Bytomiu Odrzańskim. Wieś została zanotowana w łacińskim dokumencie z 1345 jako Clopczyn.
Jako źródło nazwy podaje słowo Kłobuk, które jest nazwą słowiańskiego demona opiekującego się ogniskiem domowym - Kłobuka.

## Zabytki
Do wojewódzkiego rejestru zabytków wpisany jest:
- zespół kościoła parafialny pw. św. Jadwigi Śląskiej, z XIV w., XVI w., XVII w.:
  - kościół
  - cmentarz
  - mur obronny (ogrodzenie)
  - dawna plebania z XVIII-XX w.
- pałac, XVIII-XIX-XX w. (nr rej. A/3513/170 z 15.03.1961 r. oraz 2088 z 05.05.1971 r.)

inne zabytki:
- nieczynna stacja kolejowa
- stara zabytkowa szkoła

Z kościoła w Kłobuczynie pochodzi dzwon Świętosław z 1300 r., uważany za najstarszy zachowany dzwon w Polsce, współcześnie w zbiorach Muzeum Archidiecezjalnego we Wrocławiu